# 주베네수엘라 대한민국 대사관
주베네수엘라 대한민국 대사관(스페인어: Embajada de la República de Corea en la República Bolivariana de Venezuela)은 베네수엘라 카라카스에 위치하고 있는 대한민국 대사관이다. 이 공관은 수리남 주재 대한민국 대사관을 겸임한다.

## 역사
대한민국은 1965년 4월 29일에 베네수엘라와 수교했다. 대한민국 정부는 베네수엘라와 수교한 이후에 한동안 주브라질 대한민국 대사관에서 베네수엘라와 관련된 외교 임무를 겸임해 오다가 1973년 7월에 베네수엘라 카라카스에 주베네수엘라 대한민국 대사관을 설립했다. 베네수엘라 정부는 1983년 10월에 대한민국 서울에 주한 베네수엘라 대사관을 설립했다.

## 같이 보기
- 대한민국-베네수엘라 관계
- 대한민국-수리남 관계
- 주한 베네수엘라 대사관
- 대한민국의 재외공관 목록
- 베네수엘라 주재 외국공관 목록